# Енинское
Енинское — деревня в Старожиловском районе Рязанской области. Входит в Старожиловское городское поселение

## География
Деревня находится в центральной части Рязанской области, в лесостепной зоне, в пределах Окско-Донской равнины, на расстоянии примерно 9 километров (по прямой) на запад-северо-запад от Старожилова, административного центра района.

### Климат
Климат характеризуется как умеренно континентальный, с тёплым летом и умеренно холодной снежной зимой. Среднегодовая температура воздуха — 4,2 °C. Средняя температура воздуха самого холодного месяца (января) — −11 °C (абсолютный минимум — −40 °C); самого тёплого месяца (июля) — 19,1 °C (абсолютный максимум — 39 °C). Безморозный период длится около 135—155 дней. Среднегодовое количество осадков — 500 мм, из которых большая часть (около 357 мм) выпадает в период с апреля по октябрь. Снежный покров держится в течение 120—147 дней.

## История
Енинская (деревня) впервые упоминается в начале XVI в. в купчей Софона Беса Маркова сына, слуги Юрия Константиновича Сабурова у Тимофея Данилова сына Тормосова Удачина (7 апреля 1508 г.).
Была отмечена на карте 1850 года.

## Население
Численность населения: 141 человек (1859 год), 361 (1897), 2 в 2002 году (русские 100 %), 3 в 2010.

## Известные уроженцы, жители
Чемихин, Анатолий Федотович — советский хозяйственный и государственный деятель, лауреат Государственной премии СССР за выдающиеся достижения в труде.

## Инфраструктура
Личное подсобное хозяйство с зоной сельскохозяйственного использования, индивидуальная застройка усадебного типа. В 1859 году здесь (тогда деревня Пронского уезда Рязанской губернии) было учтено 14 дворов, в 1897 году — 49.

## Транспорт
Просёлочные дороги.